# Castrul roman de la Arad
Castrul roman se găsește pe teritoriul municipiului Arad, județul Arad, Banat.
Acest castru este considerat ca un posibil castru auxiliar ce apăra drumul roman de la Micia la Partiscum.